# Himalopsyche trifurcula
Himalopsyche trifurcula är en nattsländeart som beskrevs av Sun och Yang 1994. Himalopsyche trifurcula ingår i släktet Himalopsyche och familjen rovnattsländor. Inga underarter finns listade i Catalogue of Life.